# Goraj (Sztum)
Goraj (deutsch Gorrey, früher auch Gorrei) ist eine Ortschaft in der Landgemeinde (Gmina) Sztum (Stuhm) im Powiat Sztumski (Stuhmer Kreis) der polnischen Woiwodschaft Pommern.

## Geographische Lage
Die Ortschaft liegt im ehemaligen Westpreußen, etwa sechs Kilometer nordnordwestlich von Stuhm (Sztum), 24 Kilometer ostsüdöstlich von Christburg (Dzierzgoń) und neun Kilometer südsüdwestlich von Marienburg (Malbork).

## Geschichte

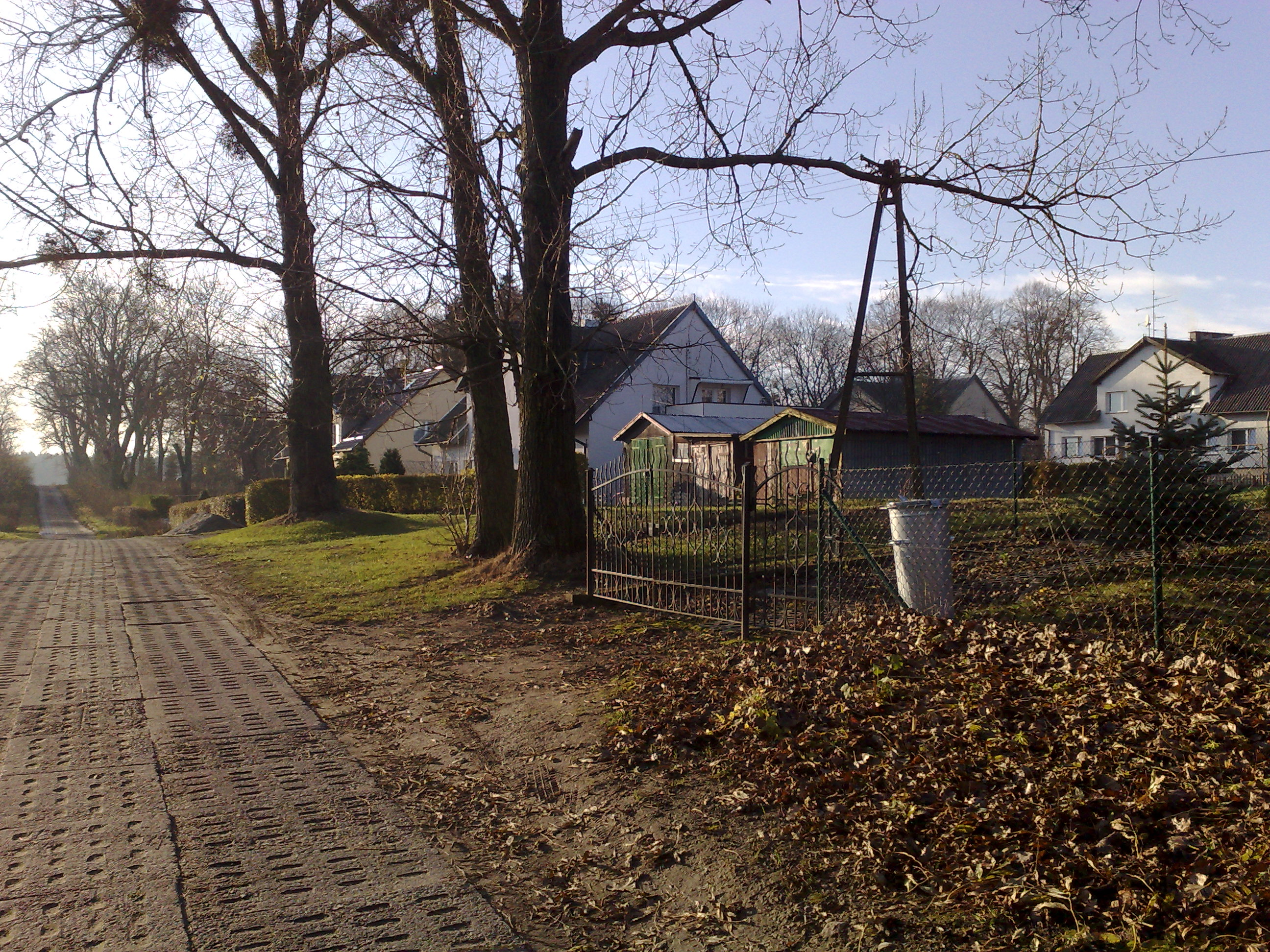
Häuser am Wohnplatz Gorrey (November 2009)

Im Jahr 1764 war der Ort ein Vorwerk und wurde Gorej genannt; der Name rührt von dem in der Nähe liegenden kleinen See Goreje (Bergsee) her. 1773 war ein von Kleist emphyteutischer Besitzer des Vorwerks.
Die Geschichte des Vorwerks ist eng mit der Geschichte des Dorfs Konradswalde verknüpft. Konradswalde ist nach Conrad benannt, dem ersten Lokator und Schultheißen, dem der Deutschordens-Komtur Heinrich von Wilnowe (im Amt 1276–1298) am 18. Dezember 1284 zu Marienburg eine Handfeste ausgestellt hatte. Die Handfeste, die zu den ältesten erhaltenen Verschreibungen des Ordens für deutsche Dörfer zählt, wurde am 23. Januar 1306 vom Landmeister Konrad Sack erneuert und erweitert und zu polnischer Zeit am 29. Mai 1677 von König Johannes III. und später noch einmal von König August III.  bestätigt.  Für die Gründung des Dorfs wurden Conrad durch die Handfeste 60 Hufen verliehen, von denen er selbst zehn und der Pfarrer vier erhielt; die zehn Hufen des Freischulzen-Hofs gehörten später zum Gutsbezirk Gorrey.
Gorrey war um 1825 ein Erbpachts-Vorwerk, das aus 10 Hufen, 15 Morgen und 40 Ruten Land bestand; es wurde am 16. April 1925 von der Königlich Preußischen Domänen-Intendantur zu Stuhm gegen eine Kaution zur Pacht angeboten.  Am 3. September 1890 wurde das Gut Gorrey vom fiskalischen Gutsbezirk „Domänenamt Stuhm“ abgetrennt und der Landgemeinde Konradswalde angegliedert. Um diese Zeit dürfte es in uneingeschränkten Privatbesitz übergegangen sein.
Schon vor 1870 war die Familie Biber in Gorrey ansässig gewesen. Im Jahr 1875 saß Reinhold Biber auf Gorrey, ein Kulturingenieur und Pferdezucht-Experte, der seit 1873 im Raum Hermannstadt in Siebenbürgen im Osten der österreichischen Monarchie als Wanderlehrer für Landwirtschaft tätig gewesen war; er hielt sich ein Gestüt und befasste sich unter anderem mit der Aufzucht von für den Rennsport geeigneten Pferden.  Um 1896 befand sich das Gut Gorrey im Besitz der Erben einer Witwe Biber.
1903 und 1912 wurde für das Gut Gorrey mit Torflager und Presstorf-Fabrikation eine Flächengröße von 245 Hektar angegeben; Gutsbesitzer zu dieser Zeit war Walter Biber.
Am 1. April 1927  wurde Gorrey nicht mehr unter den Gutsbezirken Westpreußens aufgezählt.
Im Jahr 1945 gehörte der Wohnplatz Gorrey zur Landgemeinde Konradswalde des Landkreises Stuhm im Regierungsbezirk Marienwerder im Reichsgau Danzig-Westpreußen des Deutschen Reichs. Konradswalde war Sitz des Amtsbezirks Konradswalde.
Im Januar 1945 wurden Konradswalde und Gorrey von der Roten Armee besetzt. Nach Beendigung der Kampfhandlungen wurde die Region seitens der sowjetischen Besatzungsmacht zusammen mit ganz Hinterpommern und der südlichen Hälfte Ostpreußens – militärische Sperrgebiete ausgenommen – der Volksrepublik Polen zur Verwaltung überlassen. Es wanderten nun Polen zu. Gorrey wurde unter der polnischen Ortsbezeichnung „Goraj“ verwaltet. Die einheimische Bevölkerung wurde von der polnischen Administration mit wenigen Ausnahmen vertrieben.

### Demographie
| Jahr | Einwohner | Anmerkungen                                                                              |
| ---- | --------- | ---------------------------------------------------------------------------------------- |
| 1783 | –         | königliches Vorwerk, Amt Stuhm, drei Feuerstellen (Haushaltungen), in Westpreußen        |
| 1818 | 24        | drei königliche Feuerstellen (Haushaltungen), Amt Stuhm                                  |
| 1840 | 54        | Vorwerk mit vier Häusern, dazu gehört die Torfgräberei Nauhakenberg mit sechs Einwohnern |
| 1852 | 91        | Vorwerk                                                                                  |
| 1864 | 113       | Dorf, darunter 36 Evangelische und 77 Katholiken                                         |
| 1885 | 117       | Gutsbezirk, am 1. Dezember, davon 21 Evangelische und 96 Katholiken                      |
| 1910 | 110       | Gut, am 1. Dezember                                                                      |

## Kirche
Die Protestanten der hier bis 1945 anwesenden Dorfbevölkerung gehörten zur evangelischen Pfarrei Stuhm.